# Colegiu uninominal
Colegiul uninominal este în sistemul politic al României unitatea electorală la nivelul căreia este ales prin vot majoritar un deputat sau un senator. În cadrul unui scrutin electoral, colegiile uninominale pentru Camera Deputaților și pentru Senat nu se suprapun. Colegiile uninominale de la nivelul fiecărui județ sunt grupate în câte o circumscripție electorală. 